# Claus Johannßen

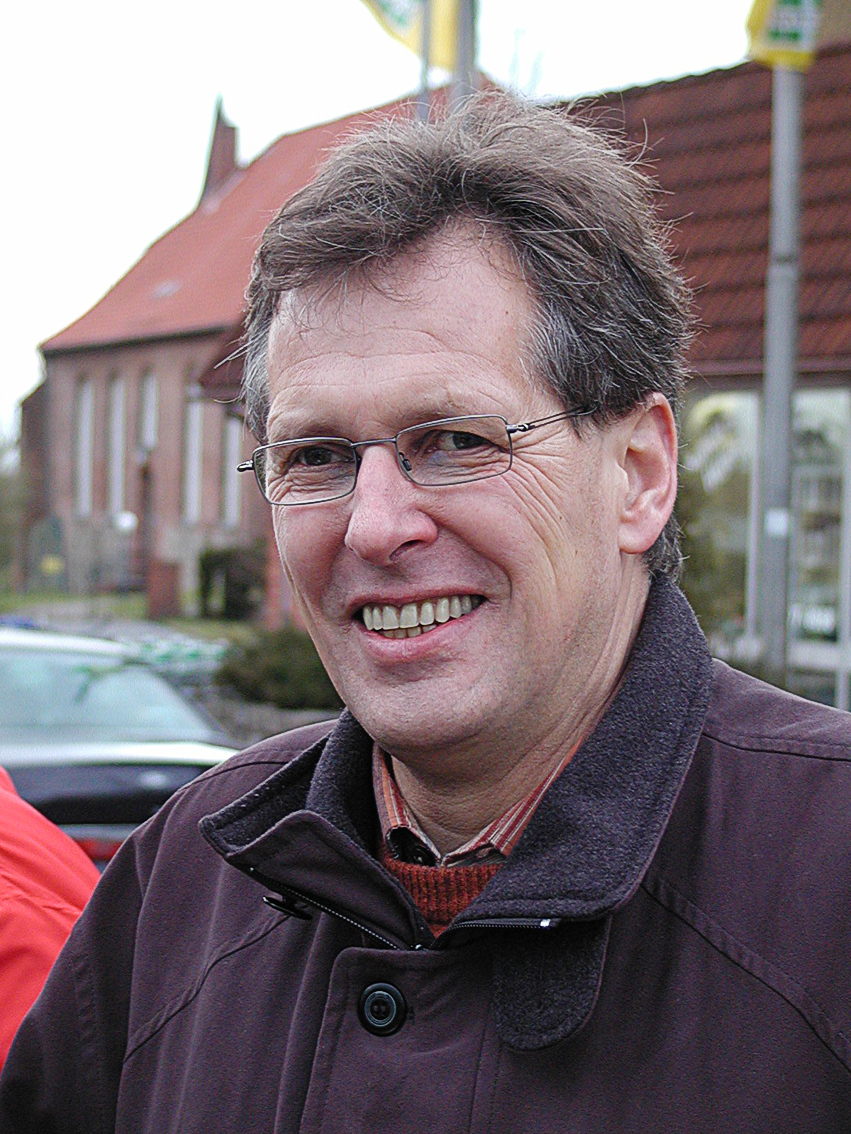
C. Johannßen im Wahlkampf Januar 2008

Claus Johannßen (* 20. Dezember 1953 in Otterndorf) ist ein deutscher Politiker (SPD). Von 2003 bis 2008 war er Mitglied des Niedersächsischen Landtags. Von 2011 bis 2016 und seit 2021 ist er Bürgermeister der Stadt Otterndorf.

## Leben
Nach dem Schulbesuch machte Johannßen eine Ausbildung zum Gärtner. Im Anschluss besuchte er die Fachoberschule Osnabrück und studierte Landespflege an der Fachhochschule Osnabrück. Von 1975 bis 1979 war er als Gärtner in Cuxhaven tätig. Nach dem Besuch der Meisterschule in Kiel legte er 1980 seine Meisterprüfung ab. Seit April 1982 ist er selbstständiger Gärtnermeister in Otterndorf und führt seinen Garten- und Landschaftsbau-Fachbetrieb.
Er ist verheiratet und hat drei Kinder.

## Politik
Am 13. Februar 1973 trat Johannßen in die SPD ein. Von 1976 bis 1979 war er Ratsherr der Stadt Otterndorf und der Samtgemeinde Hadeln. 1981 wurde er erneut in den Rat von Hadeln (jetzt Land Hadeln). In der Zeit von 2010 bis 2021 bekleidete er das Am des stellvertretenden Samtgemeindebürgermeister. Johannßen wurde 1991 in den Rat von Otterndorf gewählt. Seit 1986 gehört er außerdem dem Kreistag des Landkreises Cuxhaven an. Er war vom 1. November 2001 bis zum 30. April 2024 Vorsitzender der dortigen SPD-Fraktion.
Am 12. Juni 2024 wurde Claus Johannßen vom Cuxhavener Kreistag zum stellvertretenden Landrat gewählt.
Im Jahr 2003 zog er über die Landesliste der SPD für eine Legislaturperiode in den Niedersächsischen Landtag ein.
Die Wiederwahl in den Niedersächsischen Landtag nach der Landtagswahl am 27. Januar 2008 verpasste er. Für einen Wiedereinzug hätte er, aufgrund seiner Platzierung auf der SPD-Landesliste, im Wahlkreis 57 (Hadeln-Wesermünde) das Direktmandat gegenüber David McAllister (CDU) gewinnen müssen.
Für die Bundestagswahl 2009 bewarb sich Johannßen erfolglos um die Nachfolge von Annette Faße, als einer von vier Bewerbern.
Bei der niedersächsischen Kommunalwahl vom 12. September 2011 trat Johannßen als Bürgermeisterkandidat der SPD in seiner Heimatstadt Otterndorf an und wurde am 8. November 2011 erfolgreich zum Otterndorfer ehrenamtlichen Bürgermeister gewählt. Dieses Amt hatte er bis zum 31. Oktober 2016 inne. Am 4. November 2021 wählte Otterndorf Claus Johannßen erneut zum ehrenamtlichen Bürgermeister.

## Sonstige Ämter
Johannßen ist Vorsitzender der Arbeiterwohlfahrt im Landkreis Cuxhaven. Er gehört dem Verwaltungsrat und dem Kreditausschuss der Weser-Elbe-Sparkasse an. Er ist zudem ehrenamtlicher Richter beim Landessozialgericht Niedersachsen-Bremen.